# Petre Străchinaru
Petre Străchinaru (n. 10 ianuarie 1943, com. Lespezi, județul Iași) este un fost deputat român, membru al Parlamentului României în legislatura 2004-2008. Petre Străchinaru a fost ales pe listele PD, care a devenit ulterior PD-L. În cadrul activității sale parlamentare, Petre Străchinaru a fost membru în grupurile parlamentare de prietenie cu UNESCO, Republica Finlanda, Republica Indonezia, Republica Peru. Petre Străchinaru a fost profesor de literatură română la școlile din Angheluș și Bicazul Ardelean.
1. ↑  Covasna, Mesagerul de (12 ianuarie 2023), In Honorem. Omul de cultură Petre Străchinaru, la 80 de ani (în engleză), Mesagerul de Covasna